# Lapara phaeobrachycerous
Lapara phaeobrachycerous is een vlinder uit de familie van de pijlstaarten (Sphingidae). De wetenschappelijke naam van de soort werd in 1994 gepubliceerd door Brou.